# MAW
MAW is een historisch merk van hulpmotoren. MAW staat voor VEB Meßgeräte und Armaturen Werke Karl Marx in Maagdenburg. 
Het is een Oost-Duits bedrijf dat in 1954 begon met de productie van clip-on motoren. Het blokje was duidelijk afgekeken van de West-Duitse AMO uit Berlijn.